# Izumi Suzuki
Izumi Suzuki (鈴木いづみ, Suzuki Izumi, 10 de Julho de 1949 – 17 de Fevereiro de 1986) foi uma escritora e atriz japonesa, mais conhecida por suas histórias de ficção científica e seus ensaios sobre cultura popular japonesa. Foi casada com o saxofonista Kaoru Abe até sua morte por overdose, também é conhecida por sua parceria com o fotógrafo Nobuyoshi Araki.

## Biografia

### Vida e carreira
Nascida em 1949 em Itō, província de Shizuoka, Suzuki cresceu no cenário nacional do pós-guerra. Suzuki passou a maior parte dos seus 20 anos em ambientes multiculturais como Honmoku e Yokosuka, famosos por importar música e filmes dos Estados Unidos.
Sem surpresa, muitas de suas histórias, como as contadas em seu livro Hit Parade of Tears, incluem referências relacionadas ao mundo do Rock and Roll e à cultura de groupies. Era considerada um ídolo pop da ficção científica japonesa, cuja obra continua relevante aos tempos atuais por seu caráter visionário. Abordando a temática do vício em telas e tecnologia, estados totalitários, fluidez de gênero e jovens assexuados.

Poster de filme em que Suzuki participou em 1971

Suzuki trabalhou brevemente como operadora de perfurador de cartão na prefeitura de Itō, eventualmente mudou-se para Tóquio depois do ensino médio e trabalhou como atendente de bar, mas logo se demitiu para perseguir a carreira de escritora, atriz e modelo. Ela se tornou membro do grupo cênico de Shūji Terayama e participou de seu filme Throw Away Your Books, Rally in the Streets em 1971. Além disso, foi modelo para o fotógrafo erótico Nobuyoshi Araki, cujas fotos mais tarde se tornariam as capas das recentes edições traduzidas para o inglês de seus livros.
Esses retratos foram compilados em uma coleção póstuma intitulada Izumi, “this bad girl”, que enriqueceu sua imagem estética característica. Unhas pintadas, olhos penetrantes e um cigarro na mão representam algumas das características mais proeminentes que embelezavam sua silhueta. Essas fotos, pouco ortodoxas na época, e seu visual escuro e boêmio lhe deram o status de uma figura cultural de alto impacto.

### Casamento
Em 1973, ela se casou com Kaoru Abe, um saxofonista de free jazz, com quem teve uma filha chamada Azusa. Após um breve, mas tumultuado casamento, eles se divorciaram em 1977. Abe morreu de overdose um ano depois, aos 29 anos. O relacionamento conturbado de Abe e Suzuki tornou-se o tema do romance Endless Waltz (新機動戦記ガンダムW: ENDLESS WALTZ) de 1992 por Mayumi Inaba, depois adaptado para um filme semi-erótico (1995) por Kōji Wakamatsu. A ficcionalização do casal irritou a filha, que acabou processando o autor do livro por sua interpretação. Mas esta adaptação, tanto escrita como visualizada, realçou ainda mais o ideal de Izumi Suzuki como uma mulher sedutora, criativa mas apaixonada, e vítima de abuso.

### Morte
Suzuki suicidou-se em 1986, aos 36 anos, enforcando-se em casa.

## Obras

### Idioma original
- 愛するあなた The One I Love, Gendaihyōronsha, 1973
- あたしは天使じゃない I'm No Angel, Buronzusha, 1973
- 残酷メルヘン Cruel Fairytale, Seigashobō, 1975
- 女と女の世の中 Within a World of Women, Hayakawa Bunko, 1978
- いつだってティータイム Teatime Any Time, Byakuyashobō, 1978
- 感触 Touch, Kosaido Publishing, 1980
- 恋のサイケデリック! A Love Psychedelic, Hayakawa Bunko, 1982
- ハートに火をつけて! だれが消す Set My Heart on Fire, San-Ichi Shobō, 1983
- 鈴木いづみプレミアム・コレクション Izumi Suzuki: The Premium Collection, Bunyūsha, 2006
- 契約 鈴木いづみSF全集 Covenant: The Complete SF of Izumi Suzuki, Bunyūsha, 2014

### Traduções para o inglês
- Terminal Boredom, Verso Books, 2021 (contos)
- Hit Parade of Tears, Verso Books, 2023 (contos)
- Set My Heart on Fire, Verso Books, 2024 (romance)

### Traduções para o português brasileiro
- Tédio Terminal, DBA, 2024 (contos)[1]

## Filmografia

### Como Naomi Asaka
- 処女の戯れ A Virgin at Play, 1970
- 売春暴行白書・性暴力を斬る White Paper on the Violation of Prostitutes: Sexual Violence, 1970
- 女性の性徴期 A Woman's Sexual Development, 1970
- 絶妙の女 The Perfect Woman, 1970
- 情炎・女護ヶ島 Burning Passion: The Isle of Women, 1970
- 理由なき暴行 現代性犯罪絶叫篇 Violence Without a Cause: The Scream of Modern Sex Crimes, 1970

### Como Izumi Suzuki
- 現代性犯罪絶叫篇　理由なき暴行  Violence Without a Cause, 1969

- 銭ゲバ Zeni Geba, 1970
- 書を捨てよ街へ出よう Throw Away Your Books, Rally in the Streets, 1971
- 家獣 House Beast, 1979[8]